# Либкнехт, Теодор
Теодор Карл Эрнст Адольф Либкнехт (нем. Theodor Karl Ernst Adolf Liebknecht; 19 апреля 1870, Лейпциг — 6 января 1948, Ганновер) — немецкий адвокат и политик-социалист, член Независимой социал-демократической партии Германии, а затем — Социалистической рабочей партии Германии. Сын Вильгельма Либкнехта и брат Карла и Отто Либкнехтов.

## Биография
В 1922 году выступал защитником на московском открытом процессе над эсерами вместе с Куртом Розенфельдом (также там присутствовал Эмиль Вандервельде). Обоих можно видеть в документальной съёмке Дзиги Вертова «Кино-правда № 2» (1922).
Получив юридическое образование, работал по специальности с 1899 года, политикой занялся после убийства брата Карла в январе 1919 года. Сторонник 2½ интернационала, он выступал против присоединения НСДПГ как к КПГ и Коминтерну, так и к СДПГ. Вместе с Георгом Ледебуром он продолжал руководить НСДПГ как небольшой независимой партией вплоть до её вхождения в состав СДПГ в 1922 году.
После прихода к власти нацистов в 1933 году эмигрировал в Базель (Швейцария), в 1936—1939 годах работал в Международном институте социальной истории.